# آنا أميليا مينينديث
آنا أميليا مينينديث (بالإسبانية: Ana Menéndez)‏ هي منافسة ألعاب القوى إسبانية، ولدت في 17 مارس 1972.

## وصلات خارجية
- آنا أميليا مينينديث على موقع الاتحاد الدولي لألعاب القوى (الإنجليزية)
- آنا أميليا مينينديث على موقع أوليمبيديا (الإنجليزية)